# Висоцька Ольга Євгенівна
Висоцька Ольга Євгенівна (*17 червня 1974, Дніпропетровськ) — сучасна українська філософиня, докторка філософських наук. Деканка факультету відкритої освіти (2011 р.), завідувачка кафедри філософії випереджаючої освіти та управління інноваційною діяльністю Дніпропетровського обласного інституту післядипломної педагогічної освіти (2010 р.). З січня 2018 — завідувачка кафедри філософії Дніпровської академії неперервної освіти.

## Біографія
Народилася 17 червня 1974 р.
Закінчила Дніпропетровський державний університет у 1997 році.
У 2003 р. захистила кандидатську дисертацію за темою «Моральні цінності як основи взаємодії суспільства з природою», у 2010 р. — докторську дисертацію за темою «Феномен комунікації у ситуації Постмодерну» за спеціальністю «соціальна філософія та філософія історії».
З 1997 по 2000 рр. навчалася в аспірантурі Дніпропетровського національного університету при кафедрі філософії, а з 2006 по 2009 — у докторантурі Інституту філософії імені Г. С. Сковороди НАН України. З 2000 по 2001 рр. працювала на посаді старшої викладачки кафедри соціальних дисциплін Дніпропетровського юридичного інституту МВС України, а з 2002 року працює в Дніпропетровському обласному інституті післядипломної педагогічної освіти — спочатку на посаді старшої викладачки та доцентки кафедри теорії та методики освіти, завідувачки кафедри філософії випереджаючої освіти та управління інноваційною діяльністю, а з 2011 р. — деканка факультету відкритої освіти.
Основні навчальні курси та предмети, які викладає: «Філософія», «Релігієзнавство», «Логіка», «Етика», авторські курси з філософії освіти, теорії комунікації, морально-ціннісної проблематики, соціокультурних аспектів трансформації змісту сучасної освіти, проблем сталого соціального розвитку та випереджаючої освіти.
Є авторкою понад 180 публікацій наукового та навчально-методичного характеру, у тому числі — наукових монографій: «Комунікація як основа соціальних перетворень (у контексті становлення постмодерного суспільства)» (2009 р.) «Етика взаємодії суспільства з природою: морально-ціннісні основи екологічної культури» (2012 р.), науково-методичного посібника «Освіта для сталого розвитку» (2011 р.), навчально-методичних посібників: «Основи державного управління» (2008 р., у співавторстві), «Будівництво власного здоров'я: від філософії до практики» (2010 р., у співавторстві, має гриф МОН), «Випереджаюча освіта для сталого розвитку: методологія, методика, технології» (2012 р.). Є співавтором таких мультимедійних посібників як «Людина і суспільство» (2006 р.), «Етика: посібник для 5 класу» (2007 р.), «Етика: посібник для 6 класу» (2007 р.)
Сфера наукових інтересів: теорія комунікації, медіафілософія, проблеми суспільного розвитку та впливу комунікативних процесів на соціальне буття сучасної людини, питання формування моральної та екологічної культури особистості в умовах соціальних трансформацій ХХІ століття.

## Публікації
1. Висоцька О. Є. Комунікація як основа соціальних перетворень (у контексті становлення постмодерного суспільства.[недоступне посилання з червня 2019] — Монографія. — Дніпропетровськ: «Інновація», 2009. — 316 с.
2. Висоцька О. Є. Етика взаємодії суспільства з природою: морально-ціннісні основи екологічної культури.[недоступне посилання з червня 2019] — Монографія / О. Є. Висоцька. — Дніпропетровськ: «Акцент ПП», 2012. — 172 с.
3. Висоцька О. Є. Освіта для сталого розвитку.[недоступне посилання з червня 2019] — Науково-методичний посібник / О. Є. Висоцька. — Дніпропетровськ : Роял Принт, 2011. — 200 с.
4. Висоцька О. Є. Випереджаюча освіта для сталого розвитку: методологія, методика, технології.[недоступне посилання з червня 2019] — Навчально-методичний посібник / О. Є. Висоцька. — Дніпропетровськ : Видавництво «Акцент ПП», 2012. — 292 с.